# Мельничная Слобода
Мельничная Слобода — деревня в Корсаковском районе Орловской области России. 
Административный центр Гагаринского сельского поселения в рамках организации местного самоуправления и центр Гагаринского сельсовета в рамках административно-территориального устройства.

## География
Расположена в 18 км к юго-западу от райцентра, села Корсаково, и в 79 км к северо-востоку от центра города Орёл.

## Население
| 2002 | 2010 |
| ---- | ---- |
| 179  | ↗211 |

Согласно результатам переписи 2002 года, в национальной структуре населения русские составляли 98 % от жителей.